# Rura łamana czołgu
Rura łamana czołgu – rura doprowadzająca powietrze do wnętrza czołgu pokonującego po dnie przeszkodę wodną o głębokości przewyższającej wysokość czołgu. Dla umożliwienia desantowania czołgów z barek desantowych sztywna część rury ma wysokość ok. 1 metra nad wieżę czołgu. Po opuszczeniu barki na skutek działania specjalnego pływaka i mechanizmu sprężynowego górna część rury jest podnoszona i łączona z dolną.